# Habitatge a la ronda Alfons X, 100-110 (Mataró)
L'Habitatge a la ronda Alfons X, 100-110 és una obra de Mataró (Maresme) protegida com a bé cultural d'interès local.

## Descripció
Edifici plurifamiliar de planta baixa i tres plantes pis. Simetria en la composició general de l'edifici d'on sobresurten els volums rectangulars dels extrems amb coberta a quatre aigües i d'accés a l'edifici. Destaca l'horitzontalitat de la seva composició posant-se de manifest en l'estucat de la planta baixa, les obertures i les cornises de la façana.